# 伊達勇登
伊達 勇登（だて はやと、1962年 - ）は、日本の男性アニメーション監督、映画監督。代表作は『幻想魔伝 最遊記』、『NARUTO -ナルト-』。

## 概要
1998年の『電脳戦隊ヴギィ'ズ★エンジェル外伝〜進め！スーパー・エンジェルス！』で初監督。『幻想魔伝 最遊記』のヒットにより一躍名を馳せることになる。
『幻想魔伝 最遊記』は当初2クールで放送終了の予定だったが、予想以上の人気のため4クール・全50話に延長された。また『NARUTO -ナルト-』は10年以上続くテレビシリーズとなっており、伊達は制作開始当時そのような長期シリーズになるとは誰も思っていなかったと述懐している。

## 監督作品

### テレビアニメ
- レレレの天才バカボン（1999年）[2]
- 幻想魔伝 最遊記（2000年）
- 旋風の用心棒（2001年）[3]
- 東京アンダーグラウンド（2002年）[4]
- NARUTO -ナルト-（2002年 - 2007年）
- NARUTO -ナルト- 疾風伝（2007年 - 2016年）
- コンビニカレシ（2017年）
- 群青のマグメル（2019年）[5]

### 劇場アニメ
- 劇場版 幻想魔伝最遊記 Requiem 選ばれざるものへの鎮魂歌（2001年）
- 劇場版 NARUTO -ナルト- 木ノ葉の里の大うん動会（2004年）
- ROAD TO NINJA -NARUTO THE MOVIE-（2012年）

### OVA
- 電脳戦隊ヴギィ'ズ★エンジェル外伝～進め！スーパー・エンジェルス！（1998年）
- 倒凶十将伝（1999年）

## その他の参加作品
- 少女革命ウテナ（1997年、演出）
- 劇場版 NARUTO -ナルト- 大活劇!雪姫忍法帖だってばよ!!（2004年、監修）
- 織田シナモン信長（2020年、絵コンテ・演出）
- 川越ボーイズ・シング（2023年、絵コンテ・演出）

## 脚註
1. ↑  Twitter / pikachu5551: NARUTO裏話その１４、制作発表会での話をもうひとつ、ぴえ ...
2. ↑  “レレレの天才バカボン”.   ぴえろ公式サイト. 2016年6月9日閲覧。[リンク切れ]
3. ↑  “旋風の用心棒 : 作品情報”.   アニメハック. 2020年4月17日閲覧。
4. ↑  “東京アンダーグラウンド : 作品情報”.   アニメハック. 2020年4月10日閲覧。
5. ↑  “群青のマグメル :作品情報”.   アニメハック. 2020年5月24日閲覧。